# Komet Larsen 1
Komet Larsen 1 ali 200P/Larsen je periodični komet z obhodno dobo okoli 11,0 let.

 Komet pripada Jupitrovi družini kometov .

## Odkritje
Komet je odkril 3. novembra 1997 Jeffry A. Larsen na Kitt Peaku.